# Telmen (distrikt i Mongoliet)
Telmen (mongoliska: Тэлмэн Сум, Тэлмэн) är ett distrikt i Mongoliet.   Det ligger i provinsen Dzavchan, i den västra delen av landet, 700 km väster om huvudstaden Ulaanbaatar.